# Réadaptation visuelle
La réadaptation visuelle (ou réhabilitation visuelle) est une spécialité de la médecine de réadaptation qui vise à restaurer la qualité de vie et l'indépendance dans les activités de la vie quotidienne des personnes malvoyantes,. La majorité des services de réadaptation visuelle sont spécialisés en basse-vision. La basse-vision est un déficit visuel qui ne peut pas être corrigé par des verres standard, des lentilles de contact, un traitement médicamenteux ou chirurgical. La basse-vision entraîne des difficultés à réaliser les activités de soins personnels, les activités instrumentales, les activités de loisir, à s'orienter et à utiliser un moyen de transport, à faire leurs achats, à exercer leurs droits civiques, leur travail et entraîne des difficultés dans les relations sociales (reconnaître les gens et le langage non-verbal).
Lorsque la perte de vue survient en cours de vie, un processus de deuil pour accepter la vision résiduelle est nécessaire. L’ergothérapie ne permet pas de restaurer l’acuité visuelle de la personne, mais permet de compenser le déficit par des stratégies, par des aides techniques, par des modifications de l’activité et des adaptations de l’environnement. L’intervention en ergothérapie a pour objectif d’améliorer la qualité de vie pour la personne et de l’aider à retrouver de l’autonomie dans les activités qui sont importantes pour elle.
L’intervention en basse-vision est souvent pluridisciplinaire. Toutefois, selon l’institution ou la région, la répartition des tâches parmi les professions varie.

## Population concernée
Au niveau mondial, l’OMS recense environ 185 millions de personnes déficientes visuelles. Sur ce nombre, 19 millions sont des enfants. 90 % des déficients visuels vivent dans les pays en voie de développement à faible revenu et moins de 20 % des aveugles sont des enfants. Plus de la moitié des personnes handicapées visuelles ont plus de 50 ans.
Aux États-Unis, 18 % des personnes de plus de 65 ans sont affectées par un problème de vue. Parmi les plus de 85 ans, 28 % reportent un problème de vue.

### Définition de la basse-vision
Aux États-Unis, environ 14 millions de personnes souffrent de basse-vision. La basse-vision est une perte de l'acuité visuelle à 20/70 ou moins, qui ne peut pas être corrigée par un traitement médical, une opération ou des verres optiques conventionnels.
Contrairement aux personnes aveugles, les personnes atteintes de basse-vision possède une vision résiduelle. Si elle peut leur être utile pour certaines tâches, cette vision résiduelle n'est pas à elle seule suffisante pour accomplir des activités de la vie quotidienne telles que lire, cuisiner, conduire, reconnaître les visages et discerner les couleurs.
La prévalence de la basse vision au sein de la population est de 1 % pour les personnes âgées de 65 ans, augmente à 4 % de la population pour les personnes de 79 ans et est de 17 % pour les plus de 80 ans. La prévalence de la malvoyance est en augmentation, et les personnes atteintes de basse-vision souffrent fréquemment de dépression.
| Définition                  | Acuité visuelle             | Champ visuel            |
| --------------------------- | --------------------------- | ----------------------- |
| Atteinte visuelle modérée   | <20/60 à 20/160             | --                      |
| Atteinte visuelle sévère    | ≤20/200 à 20/400            | Champ visuel ≤20 degrés |
| Atteinte visuelle profonde  | <20/400 à 20/1000           | Champ visuel ≤10 degrés |
| Perte de vue presque totale | ≤20/1250                    |                         |
| Cécité complète             | Aucune perception lumineuse |                         |

### Pathologies et symptômes
De nombreuses pathologies peuvent provoquer une perte visuelle. Le handicap visuel peut prendre des formes diverses et la rapidité de la perte est variable. Les principales formes de vision résultant d’une perte visuelle sont : une vision floue, une absence de la vision des couleurs avec acuité visuelle réduite, une amputation du champ visuel soit par vision tubulaire, soit par scotome(s) central(aux) ou périphériques et enfin les amputations du champ visuel d’origine neurologique de type hémianopsie. D’autres difficultés, telles que la photophobie par exemple, peuvent également être handicapantes.
Pour nécessiter une intervention en basse-vision, il faut que les troubles visuels ne puissent pas être corrigés par des lunettes, des lentilles ou une opération. Par exemple, une cataracte apporte une malvoyance qui peut être résolue par une intervention chirurgicale mais lors de cas inopérable, une intervention en basse-vision est envisageable et peut devenir nécessaire. Les amétropies ne requièrent pas d’intervention en basse vision. Le handicap visuel peut être provoqué par une atteinte oculaire ou cérébrale d’origine structurelle ou traumatique.
Les causes les plus fréquentes dans les pays développés pour la population adulte et âgée sont essentiellement la dégénérescence maculaire liées à l’âge (DMLA), le glaucome, la rétinopathie diabétique, la myopie forte, la neuropathie optique, la cécité centrale, les dégénérescences tapéto-rétiniennes, la cataracte, les traumatismes ou encore l’achromatopsie. Selon l’étude de Owsley & al., la principal cause de déficit visuel de la clientèle des services de réhabilitation en basse-vision des États-Unis est un déficit de la vision centrale. 67,1 % des clients ont un diagnostic de dégénérescence maculaire liée à l’âge.
Dans les pays en voie de développement, les amétropies non corrigées sont la première cause de malvoyance, suivie de la cataracte (car non-opérée) qui est la première cause de cécité, les mêmes maladies que dans les pays développés peuvent affecter la vue, ainsi que l’onchocercose et le trachome. Chez les enfants, les causes fréquentes sont dues à des maladies oculaires génétiques, divers syndromes, des carences (dans les pays en voie de développement essentiellement), la cataracte et le glaucome congénitaux, la conjonctivite néonatale et la rétinopathie des prématurés. Dans les pays développés, les affections des voies optiques sont la première cause de déficit visuel.

### Comorbidités et risques associés
La perte visuelle induit également des changements émotionnels : les personnes atteintes peuvent se sentir malheureuses, seules ou ressentir du désespoir. Selon l’étude de Zhang et al. réalisée sur plus de 10 000 participants de 20 ans ou plus aux États-Unis, le taux de la population présentant une dépression sans signaler de perte de vue est de 4,8 %, alors qu’il est de 11,3 % pour les personnes signalant d'elles-mêmes avoir une perte de fonctions visuelles. Zhang et al. indiquent une relation forte entre la perte de fonctions visuelles relatée par les personnes elles-mêmes et la dépression, qui est expliquée par le fait que la perte visuelle dans ce contexte est récente ou a encore un impact actuel (la personne n'a pas encore pu s'y adapter). Selon ces mêmes auteurs, la relation entre la perte visuelle et la dépression n'est pas statistiquement significative pour la population adulte ; la cause étant qu'une partie des personnes atteintes par la perte visuelle ont pu s'adapter au déficit depuis sa survenue. Notons que le taux de prévalence de la dépression au sein de la population malvoyante est comparable à celui de la population présentant d’autres maladies invalidantes chroniques.
La présence d'une dépression peut augmenter l'invalidité produite par la basse-vision ; le client pouvant ne pas être proactif dans la recherche d'un traitement, avoir de la difficulté accrue à se rendre à la thérapie ou à adhérer au traitement. De plus, les comorbidités liées à la dépression peuvent également compliquer la problématique du client. Malgré l'importance de la prévalence de la dépression et de son impact sur la thérapie, la dépression est rarement diagnostiquée ou traitée durant la prise en charge en basse vision. Selon l'étude de Rees et al., moins d'un praticien en basse-vision sur 3 tente d'identifier les symptômes dépressifs dans sa pratique habituelle.
La dépression est une comorbidité fréquente parmi les personnes atteintes de dégénérescence maculaire liée à l’âge (DMLA), avec un taux de dépression cliniquement significative allant de 10 à 30%. La déficience visuelle a un large impact sur la sécurité des personnes malvoyantes, le risque de chute augmentant avec l’âge et les difficultés visuelles. Concernant le risque de chute, selon l'étude de S. Lord, ce serait surtout la diminution de la perception des dangers peu contrastés, la capacité à juger des distances, ainsi que les relations spatiales qui augmenteraient le risque de chute, plutôt que la perte d'acuité visuelle.

### Besoins et difficultés
Selon l’étude de Owsley & al., les principales difficultés de la clientèle des services de réhabilitation en basse-vision des États-Unis concernent :
- les activités de lecture (85,9 %),
- l’écriture et la conduite (plus de 50 %),
- l’ajustement psychologique et émotionnel lié à la perte visuelle (44,9 %).

Selon le type de malvoyance, les difficultés ne sont pas les mêmes. Les difficultés dans les activités de précision (lecture, couture, dessin, bricolage, etc) sont difficiles lors de vision floue, de scotome et d’absence de vision des couleurs. Les personnes atteintes d’une perte du champ visuel (hémi-champ ou vision tubulaire) ont parfois une netteté préservée mais l’absence du contexte des détails qu’elles perçoivent. Toutes les formes de malvoyance ont un impact sur des activités complexes telles que la conduite qui requiert autant une vision centrale intacte qu’un champ visuel suffisant. Toutes les formes de malvoyance induisent une difficulté dans les déplacements, surtout dans les lieux inconnus.
La prise en charge des patients malvoyants et aveugles diffère. Dans le cas d'une malvoyance, l’utilisation de la vision restante est favorisée et soutenue par des moyens optiques. Dans le cas d'une cécité, la perte est compensée par des techniques spécifiques et/ou moyens auxiliaires appropriés utilisant les autres sens que la vision. Si la cécité est acquise, la personne a les souvenirs lui permettant de comprendre et comparer ce qu’elle touche et sent, tandis qu’un enfant né aveugle doit tout découvrir avec ses autres sens. Souvent, le développement doit être soutenu par une plus grande stimulation que chez un enfant voyant, la découverte n’étant pas attrayante pour un enfant ne sachant pas ce qui l’entoure. De plus, des défenses tactiles sont fréquentes chez les enfants non voyants étant donné qu’ils ne peuvent pas appréhender la texture ou la température, le poids et la taille de ce qu’ils vont toucher.
La perte visuelle apporte de nombreux ajustements auxquels la personne doit faire face. Lorsque cette adaptation à la nouvelle condition est difficile, il est fréquent que la personne souffre de dépression. Elle peut avoir plus de difficultés à maintenir ou créer de nouveaux liens sociaux et devenir plus craintive dans des lieux inconnus, mal éclairés. Ces nouvelles difficultés la rendent plus vulnérable et fragile.
Il est fréquent que les personnes malvoyantes se coupent de certain rapports sociaux, du fait par exemple qu’elles ne perçoivent plus les visages, qu’elles ne reconnaissent pas les gens dans la rue ou encore qu’elles se sentent en danger lors de leurs déplacements en extérieur. Il arrive également que le stigmate de prendre certain moyens auxiliaires (cannes blanches, par exemple) soient un obstacle supplémentaire à franchir pour permettre le maintien de certaines activités et ainsi que les activités soient abandonnées ou diminuées.

## Intervention de réadaptation visuelle

### Pluridisciplinarité de l’intervention
L’intervention en basse vision se fait fréquemment en équipe, qui peut comporter les professionnels suivants :
- orthoptiste
- ophtalmologue,
- médecin généraliste,
- optométriste
- opticien,
- psychologue ou psychiatre,
- psychomotricien
- AVJiste (notamment en France),
- aide ergothérapeute (notamment aux États-Unis),
- instructeur en locomotion,
- médecin du travail,
- ergonome,
- orienteur professionnel,
- éducateurs de chiens ou cheval guide d'aveugle,
- assistant social,
- informaticien spécialisé en Accessibilité du web.

Dans le cas où le client est un enfant les professionnels suivants peuvent également être impliqués :
- pédiatre
- éducateur spécialisé,
- enseignant spécialisé.

La présence ou non d’un ergothérapeute dans une intervention en basse-vision dépend fortement de la région et de l’institution. En effet, d’autres professionnels spécialisés peuvent réaliser une intervention semblable, c’est le cas notamment de l’AVJiste ou de l'orthoptiste. En France, un thérapeute ayant fait la formation d’AVJiste peut intervenir en basse-vision et réaliser un travail semblable à celui de l’ergothérapeute. Notons que la formation en ergothérapie de base comporte le métier d’AVJiste.
L’AVJiste (Aide à la Vie Journalière), ou avéjiste, est un complément de formation qui permet d’intervenir spécifiquement auprès des personnes malvoyantes ou aveugles. L’AVJiste favorise l’autonomie de la personne malvoyante dans les activités de la vie quotidienne, telles que se déplacer, faire à manger, réaliser les soins personnels, les loisirs, etc.

### Adaptation à la perte visuelle
Auprès des adultes ou personnes âgées, lorsque le thérapeute intervient à la suite de la perte visuelle du client, il arrive fréquemment que le client soit opposé à la démarche de réhabilitation. En effet, le client cherche souvent à restaurer la même qualité de vision qu’il possédait auparavant, demande que le thérapeute ne peut pas satisfaire. Dans ce cas, le client peine à s’engager dans le traitement avec la perspective de compenser le déficit par des stratégies et des moyens auxiliaires.
Plusieurs facteurs peuvent être un obstacle à l’adaptation du client par rapport à sa perte visuelle. La dépression génère une difficulté d’initiation, des pertes de mémoires et une limitation d’activité. Si le client se trouve dans un des quatre premiers stades d’acceptation de son déficit (1. trauma 2. choc et déni 3. deuil et retrait 4. succomber et dépression) selon le modèle des stades de coping de Tuttle and Tuttle cela consistera également un obstacle.
Scheiman identifie sept autres facteurs du client que le thérapeute doit prendre compte :
1. Le type de perte visuelle
2. La culture et la réaction de la famille
3. L’étape de vie du client
4. Les événements récents importants
5. Les attentes du client
6. La construction de soi du client et son locus de contrôle
7. La personnalité

Holzschuch ajoute que la manière dont le diagnostic est annoncé a également une influence importante sur le processus d’acceptation de la déficience et sur l’engagement dans la prise en charge de réadaptation. Les connaissances de la personne et ses représentations sur la maladie qu’elle a peuvent également avoir une influence.

### L’ergothérapie en basse-vision
La réhabilitation est le principal traitement pour les personnes atteintes de basse vision. La réhabilitation consiste à aider les patients à utiliser leur vision résiduelle de manière efficace, afin d’améliorer la performance dans les tâches visuelles de la vie quotidienne - ce qui améliore la qualité de vie. Lorsque nécessaire, la réhabilitation peut aussi utiliser des stratégies cognitives ou d’autres sens (ouïe, toucher, odorat) afin de suppléer à la perte visuelle. Des moyens auxiliaires sont fréquemment employés, soit pour améliorer la performance lors de l'utilisation de la vision résiduelle, soit pour permettre l'utilisation d'autres sens à la place de la vision.
L’intervention d’un ergothérapeute auprès des personnes malvoyantes permet de maintenir leur indépendance dans les activités de la vie quotidienne, dont leurs déplacements et ainsi d’éviter un isolement social, de diminuer les symptômes dépressifs et de leur redonner de l’assurance.
Dans de nombreux services de réadaptation en basse vision il existe 3 domaines :
- la basse vision qui consiste à évaluer les besoins et compenser la baisse d’acuité visuelle par des solutions grossissantes pour la lecture, des solutions d’éclairage, etc ;
- les AVJ (activités de la vie journalière) par divers moyens auxiliaires et modifications de l’environnement permettant à la personne déficiente visuelle de maintenir ses activités de la vie quotidienne et enfin
- la locomotion par la canne blanche (d’appui, de signalement ou longue) et l’apprentissage de son emploi, par l’apprentissage de la technique de guide.

Par exemple, une intervention en basse vision pour les personnes atteintes de DMLA peut comprendre (selon les besoins personnels de l’usager) : l'évaluation des fonctions visuelles restantes, la localisation des meilleures zones de la rétine et l'entraînement de l'utilisation de cette zone, la prescription et l'enseignement à utiliser des moyens auxiliaires, programmes d'éducation et d'entraînement, assistance dans les AVJ, conduite, ajustement lumineux, conseils et support émotionnel.